# 石排灣圖書館
石排灣圖書館為澳門公共圖書館之一，由澳門文化局管理，於2019年9月24日啟用。

## 歷史
2017年9月22日，為配合路環石排灣都市化規劃方案及發展，CN6b地段社會設施即石排灣社區綜合大樓內將設立一座圖書館，建設發展辦公室對有關裝修工程展開招標，經開標程序後，24份標書被接納，有1份有條件接納，但須在限期內補交文件。工程造價介乎澳門幣二千七百四十多萬至澳門幣三千七百二十多萬；施工期由230工作天到290工作天。建築面積約為2,000平方米，館內設施包括閱覽室、自修室、展覽區及多功能室等，裝修方面，主要按其功能佈局，以簡單、實用和環保效能為主。項目預計2018年第一季動工。
2019年9月17日，文化局宣佈該圖書館於同年9月24日上午10時30分舉行開幕儀式，介紹館內最新設施及服務，並隨即正式啟用。
2017年9月24日上午，圖書館舉行開幕儀式。

## 館藏與服務

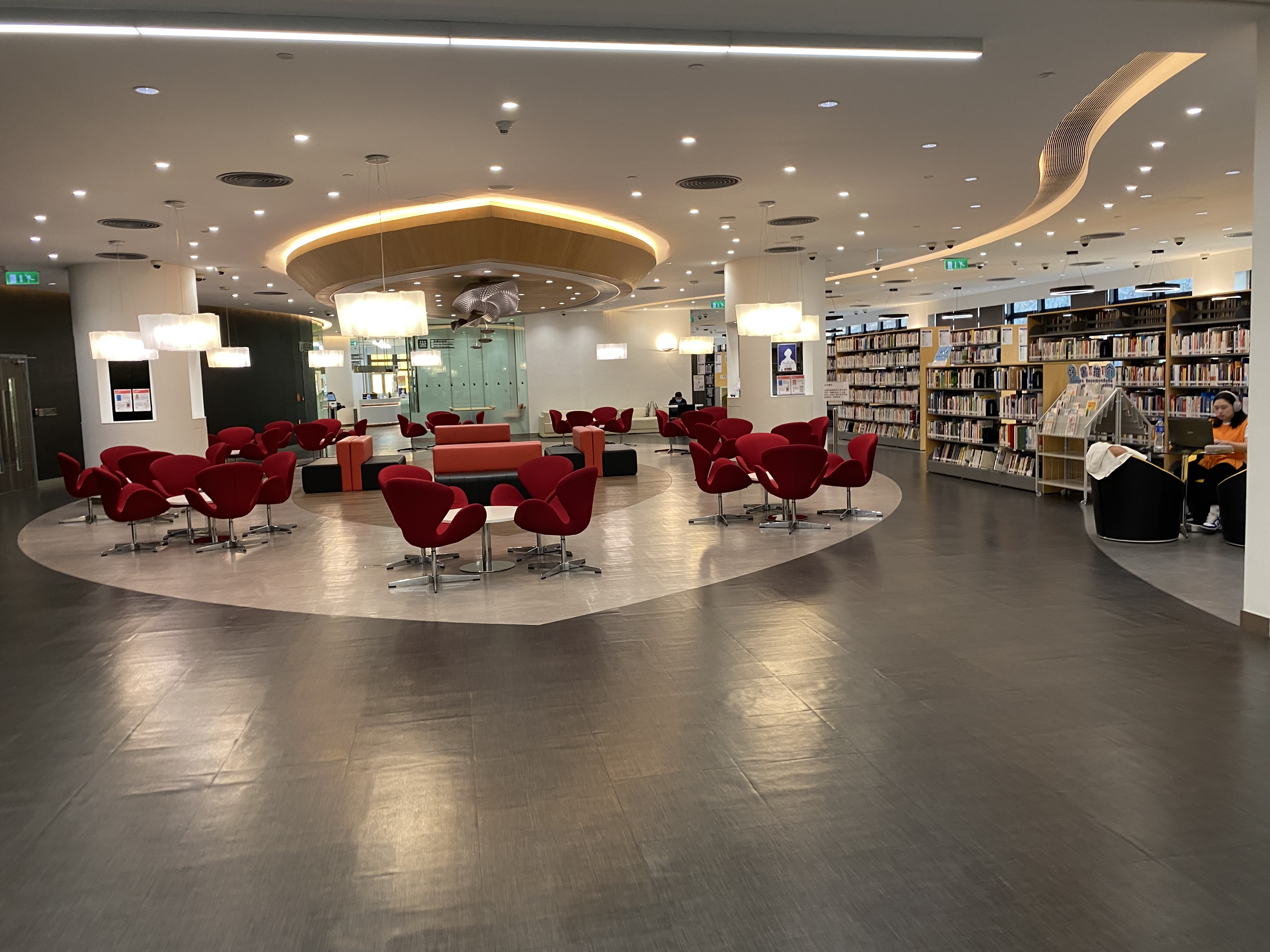
圖書館內部

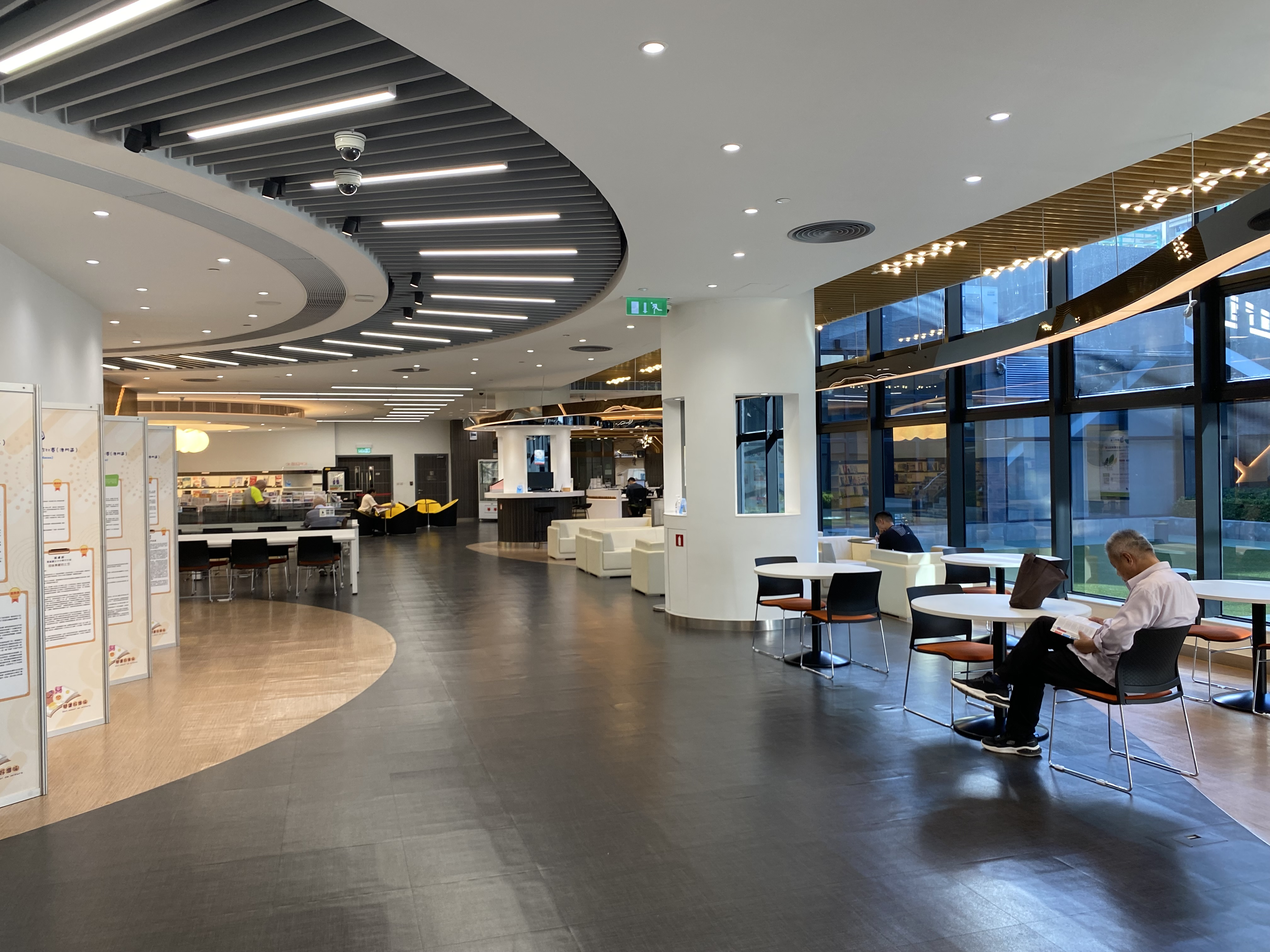
圖書館閱覽區

石排灣圖書館全館總面積為2,074平方米，閱覽座位約有300個，主要分為五個區域，包括閱覽區、兒童閱覽區、報刊閱覽區及影音資料區，同時亦設置了多功能室、團體討論室及親子互動區。館藏量圖書約為40,000冊及3,500件影音資料，最高館藏量可達約75,000冊 (件)。館內亦設置育嬰室、自助設備服務站等設施。由於石排灣圖書館是屬於館藏規模較大的館別，與澳門中央圖書館、何東圖書館及氹仔圖書館同級，除了蒐藏一般性的百科全書、常用語言的字典及辭典外，亦蒐藏了各種語言的字典及辭典、圖書館學及資訊科學類的參考工具書、國際組織的重要參考工具書以及旅遊資料。另外在複本控制方面，石排灣圖書館因應圖書的需求程度和讀者的使用頻率，可增至最多5個複本。而中外文報紙保留亦會保留一年為原則。